# Ulla Berkéwicz

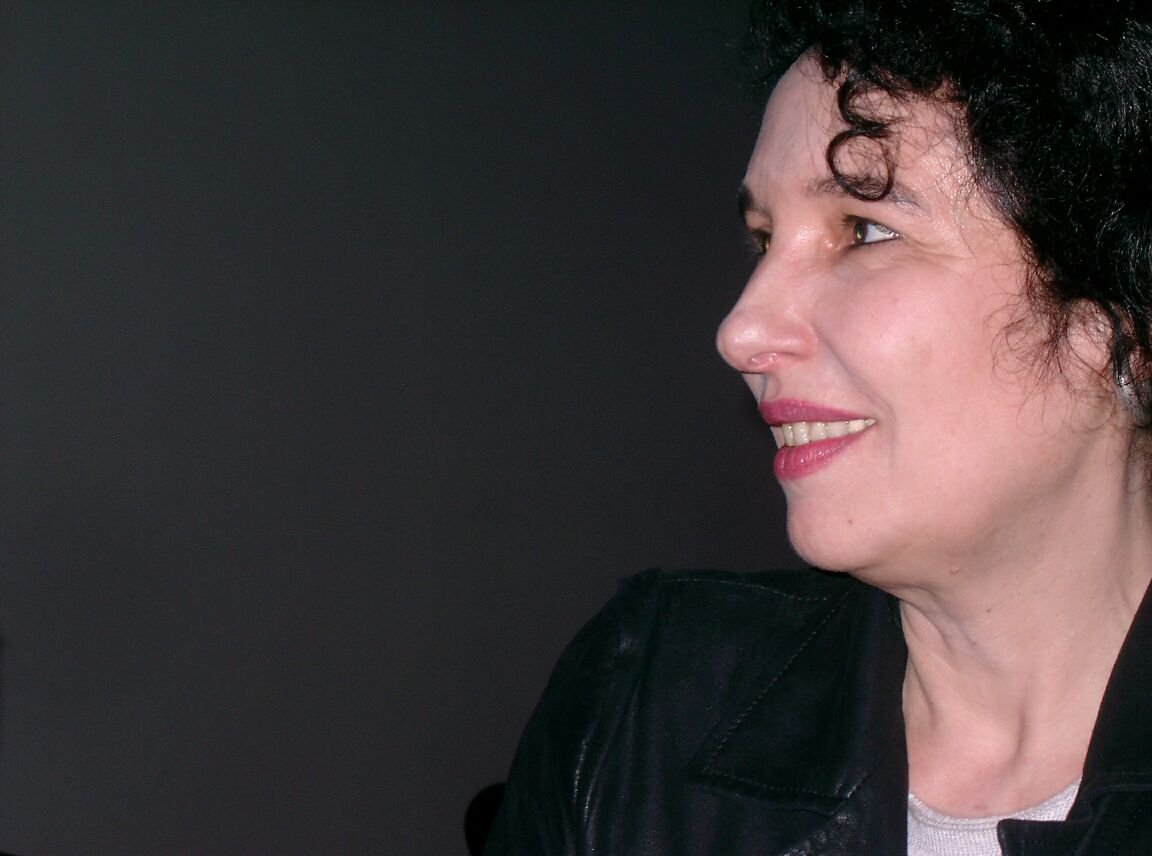
Ulla Berkéwicz (2004)

Ulla Berkéwicz (Ursula Unseld-Berkéwicz; * 5. November 1948 in Gießen als Ursula Schmidt) ist eine deutsche Verlegerin, Schauspielerin und Schriftstellerin. Von 2003 bis 2015 war sie Geschäftsführerin des Suhrkamp Verlags.

## Leben
Ulla Berkéwicz ist die Tochter des Arztes und Autors Werner Schmidt (1913–2007) und der Schauspielerin Herta Stoepel. Der Name Berkéwicz, den sie später als Künstlernamen annahm, ist abgeleitet vom Namen ihrer jüdischen Großmutter, Berkowitz. Ulla Berkéwicz besuchte nach dem Gymnasium von  1966 bis 1969 die Hochschule für Musik in Frankfurt am Main.
In den 1970er Jahren hatte sie als Schauspielerin Engagements an Bühnen in München, Stuttgart, Köln, Hamburg, Bochum und West-Berlin. Während dieser Zeit übersetzte sie einzelne Stücke von Calderón, Shakespeare und Synge für die Bühne. 1979/80 spielte sie die Hauptrolle in dem preisgekrönten Historienfilm Geburt der Hexe (im Film als Ulla Berkévicz), inszeniert von ihrem damaligen Ehemann, dem Bühnenbildner und Regisseur Wilfried Minks.
1982 veröffentlichte sie ihre erste Erzählung Josef stirbt, in der die Ich-Erzählerin das langsame Sterben ihres neunzigjährigen Vaters protokolliert. 1987 zog sie nach Frankfurt am Main. Ihr erstes Theaterstück Nur wir aus dem Jahr 1991 wurde an den Münchner Kammerspielen uraufgeführt.
1990 heiratete sie den Verleger Siegfried Unseld. Nach dessen Tod im Jahr 2002 wurde sie in die Geschäftsführung des Suhrkamp Verlags aufgenommen. Im Oktober 2003 übernahm sie den Vorsitz der Geschäftsführung. Berkéwicz’ Scheidungsanwalt Heinrich Lübbert wurde auch zu Unselds Testamentsvollstrecker und ist von ihr als Mitglied im Stiftungsvorstand und als Justitiar des Suhrkamp Verlags eingesetzt worden.
Mit Wirkung zum 10. Dezember 2015 zog sie sich aus dem operativen Geschäft des Verlages zurück und bildet nun zusammen mit Rachel Salamander und Sylvia Ströher den Aufsichtsrat des Berliner Suhrkamp Verlages, dessen Vorsitz sie einnimmt. Zum
31. Oktober 2024 schied sie als Vorstandsvorsitzende aus.
Ulla Berkéwicz ist Mitglied des PEN-Zentrums Deutschland.

## Filmografie (Auswahl)
- 1971: Chopin-Express
- 1972: Tatort – Kennwort Fähre
- 1978: Heinrich Heine
- 1981: Geburt der Hexe
- 1981: Die Zeit dazwischen

## Auszeichnungen
Sie erhielt als Schriftstellerin folgende Auszeichnungen:
- 1982: Stipendium des Ingeborg-Bachmann-Preises der Stadt Klagenfurt
- 1983: Förderpreis des Andreas-Gryphius-Preises
- 1987: Märkisches Stipendium für Literatur
- 1995: Rheingau Literatur Preis
- 2015: LutherRose
- 2016: Moses Mendelssohn Medaille

## Werke
- 1982: Josef stirbt (Erzählung). Suhrkamp, Frankfurt am Main. ISBN 3-518-02150-8
- 1984: Michel, sag ich. Suhrkamp, Frankfurt am Main. ISBN 3-518-04693-4
- 1987: Adam. Suhrkamp, Frankfurt am Main. ISBN 3-518-02661-5
- 1988: Maria, Maria (3 Erzählungen). Suhrkamp, Frankfurt am Main. ISBN 3-518-40124-6
- 1991: Nur wir (Theaterstück). Suhrkamp, Frankfurt am Main. ISBN 3-518-40321-4
- 1992: Engel sind schwarz und weiß (Roman). Suhrkamp, Frankfurt am Main. ISBN 3-518-40435-0
- 1995: Mordad. Suhrkamp, Frankfurt am Main. ISBN 3-518-40707-4
- 1997: Zimzum. Suhrkamp, Frankfurt am Main. ISBN 3-518-40849-6
- 1999: Der Golem in Bayreuth (Musiktheaterspiel). Suhrkamp, Frankfurt am Main. ISBN 3-86150-432-4
- 1999: Ich weiß, daß du weißt (Roman). Suhrkamp, Frankfurt am Main. ISBN 3-518-41061-X
- 2002: Vielleicht werden wir ja verrückt: eine Orientierung in vergleichendem Fanatismus. Suhrkamp, Frankfurt am Main. ISBN 3-518-41379-1
- 2008: Überlebnis. Suhrkamp, Frankfurt am Main. ISBN 3-518-41955-2
- 2018: Über die Schrift hinaus. Suhrkamp, Frankfurt am Main. ISBN 3-518-42787-3